# 中国农业大学巴西圣保罗大学联合学院
中国农业大学巴西圣保罗大学联合学院（葡萄牙語：Instituto Integrado CAU-USP, Universidade de Agricultura da China，简称中巴联合学院），是中国农业大学的二级学院，由学校与巴西圣保罗大学合作举办，以农业科技与管理为特长，于2022年开始招生。
学院设有农艺与种业和公共管理（国际组织与社会组织方向）两个专业，学院所有学位课程培养在中国国内完成，在已经开设的两个硕士专业中，均有部分专业课程为两校教师共建和联合授课，专业课程使用英文授课，学位论文使用英文撰写，论文答辩语言为英语。所有学生须参加为期6个月的中巴科技小院项目，在中国农大在巴西的海外基地或巴西圣保罗大学相关基地参与实践，培养专业技能，积累专业经验。达到中巴联合学院硕士学位毕业要求的学生将同时获得中国农业大学硕士学位（毕业证和学位证）和圣保罗大学硕士学位。圣保罗大学硕士学位将由中华人民共和国教育部留学服务中心按国家中外合作办学海外学历给予认证。

## 引用
1. ↑  . 中华人民共和国教育部 中外合作办学监管工作信息平台.   [2023-08-31]. （原始内容存档于2023-08-31）.
2. ↑  . 中国农业大学. 2021-10-27  [2023-08-31]. （原始内容存档于2022-07-01） –中国教育在线.
3. ↑  魏梦佳. . 新华社. 2022-07-13  [2023-08-31]. （原始内容存档于2022-09-27） –中国农业大学.
4. ↑  . 2024-03-25  [2024-03-25] –中国农业大学.